# L'Étudiant (film, 1929)
Pour les articles homonymes, voir L'Étudiant.
L'Étudiant  (The Sophomore) est un film américain de Leo McCarey, sorti en 1929.

## Fiche technique
- Titre original : The Sophomore
- Titre français : L'Étudiant
- Réalisation : Leo McCarey
- Assistant réalisateur : E.J. Babille
- Scénario : Earl Baldwin, Walter DeLeon, Corey Ford, Joseph F. Poland et T.H. Wenning
- Photographie : John J. Mescall
- Montage : Doane Harrison
- Son : Charles O'Loughlin et Ben Winkler
- Producteur : Joseph Patrick Kennedy
- Directeurs de production : Richard Blaydon et William M. Conselman
- Société de production : Pathé Exchange
- Société de distribution : Pathé Exchange
- Pays de production :  États-Unis
- Langue : Anglais
- Format : 1.20 : 1, 35mm, noir et blanc
- Durée :  73 minutes
- Date de sortie : 24 août 1929

## Distribution
- Eddie Quillan : Joe Collins
- Sally O'Neil : Margie Callahan
- Stanley Smith : Tom Weck
- Jeanette Loff : Barbara Lange
- Russell Gleason : Dutch
- Sarah Padden : Mme Collins
- Brooks Benedict : Armstrong
- Spec O'Donnell : Le neveu de Joe
- Walter O'Keefe : L'annonceur radio

Acteurs non crédités
- Lew Ayres
- Marian Marsh
- Grady Sutton : Cupie
- Gretta Tuttle : étudiante
- Dorothy Ward : étudiante

## Autour du film
Deux versions du film sont sorties, une sonore et une muette ; seule cette dernière a survécu.